# Platycerus kitawakii
Platycerus kitawakii là một loài bọ cánh cứng trong họ Lucanidae. Loài này được Imura & Tanikado mô tả khoa học năm 1998.